# 甯鈳
甯鈳（1522年—1576年），字大受，號見源，直隸廣德州人，民籍，明朝政治人物。

## 生平
嘉靖二十八年（1549年）己酉科應天鄉試第五十七名舉人，四十四年（1565年）中式乙丑科會試第一百一名，二甲第四十名進士。兵部觀政，授許州知州，隆慶二年（1568年）六月升南京戶部員外郎，五年（1571年）四月復除北京戶部員外郎，萬曆三年（1575年）四月升郎中，四年（1576年）卒。

## 家族
曾祖甯世爵；祖父甯奎；父甯顯貴，贈員外郎，母鄭氏。兄甯鏊，監生。